# Trifilia
Trifilia (gr. Δήμος Τριφυλίας, Dimos Trifilias) – gmina w Grecji, w administracji zdecentralizowanej Peloponez, Grecja Zachodnia i Wyspy Jońskie, w regionie Peloponez, w jednostce regionalnej Mesenia. Siedzibą gminy jest Kiparisia. W 2011 roku liczyła 27 373 mieszkańców. Powstała 1 stycznia 2011 roku w wyniku połączenia dotychczasowych gmin: Aetos, Awlaonas, Gargaliani, Kiparisia i Filitra oraz wspólnoty Tripila.